# Tyrnavos 2005 FC
El Tyrnavos 2005 FC es un equipo de fútbol de Grecia que juega en la Delta Ethniki, la cuarta liga de fútbol más importante del país.

## Historia
Fue fundado en el año 2005 en la ciudad de Tyrnavos, en la unidad regional de Larissa y su principal logro ha sido ganar el ascenso a la Beta Ethniki por primera vez en la temporada 2012/13

## Palmarés
- Delta Ethniki Zona 4: 1

2009/10